# Soupy Sales
Soupy Sales (ur. 8 stycznia 1926 we Franklinton, zm. 22 października 2009 w Nowym Jorku) – amerykański aktor, komik i osobowość radiowo-telewizyjna.

## Filmografia
Seriale
- 1959: The Rebel jako właściciel stajni
- 1963: Prawo Burke’a jako Henry Geller
- 1990: Skrzydła jako Fred Gardner
- 2001: Black Scorpion jako Sonny Dey / profesor Prophet

Filmy
- 1961: The Two Little Bears jako oficer McGovern
- 2001: This Train jako John
- 2005: Angels with Angles jako sprzedawca cygar

## Wyróżnienia
Posiada swoją gwiazdę na Hollywoodzkiej Alei Gwiazd.